# Sharon (Pennsylvania)
Sharon is een plaats (city) in de Amerikaanse staat Pennsylvania, en valt bestuurlijk gezien onder Mercer County.

## Demografie
Bij de volkstelling in 2000 werd het aantal inwoners vastgesteld op 16.328.
In 2006 is het aantal inwoners door het United States Census Bureau geschat op 15.286, een daling van 1042 (-6,4%). In 2016 werd het aantal inwoners geschat op 13.405.

## Geografie
Volgens het United States Census Bureau beslaat de plaats een oppervlakte van
9,7 km², geheel bestaande uit land.

## Plaatsen in de nabije omgeving
De onderstaande figuur toont nabijgelegen plaatsen in een straal van 4 km rond Sharon.

## Geboren
- John D. MacDonald (1916-1986), schrijver
- Carmen Argenziano (1943-2019), acteur
- Mick Goodrick (1945-2022), jazzgitarist
- Rod White (3 januari 1977), handboogschutter